# Tristania razakiana
Tristania razakiana é uma espécie de planta da família Myrtaceae. Ela é somente encontrada na Malásia (Endemismo), encontrando-se ameaçada de extinção devido à destruição do seu habitat.